# حسون ناري
الحسون الناري (Acanthis flammea) هو طير من عائلة الشرشوريات.